# Luís Cetin
Luis Gustavo Cetin (ur. 5 sierpnia 1987 w Limeirii) – brazylijski piłkarz, występujący na pozycji bramkarza.

## Kariera klubowa
Luis Cetin rozpoczął piłkarską karierę w Fluminense FC w 2007 roku, w którym występował do 2010. Dotychczas nie rozegrał we Fluminense żadnego meczu ligowego. W roku 2008 pełniąc rolę rezerwowego dotarł z Fluminense do finału Copa Libertadores, w którym klub z Rio de Janeiro przegrał z ekwadorskim LDU Quito. W 2009 roku występował w Américe Rio de Janeiro. W 2010 był zawodnikiem Anapoliny Anápolis. W 2011 występował w drugoligowej Vila Nova Goiânia. Od 2012 jest zawodnikiem Volta Redonda FC.

## Sukcesy
- mistrzostwo Brazylii 2010.